# پارپکای
پارپکای (به فرانسوی: Parpeçay) یک کمون و نمایندگی کامین در فرانسه است که در اندر واقع شده‌است. پارپکای ۱۴٫۵۵ کیلومتر مربع مساحت و ۲۴۷ نفر جمعیت دارد و ۹۵ متر بالاتر از سطح دریا واقع شده‌است.